# Gábor Zoltán
Gábor Zoltán (Hajdúbagos, 1937. április 7. – Debrecen, 1980. június 17.) Csokonai-díjas magyar költő.
Építészeti technikumban érettségizett 1955-ben. 1957-ig a szakmájában dolgozott. A Napló irodalmi rovatának szerkesztője, majd könyvesbolti eladó, később boltvezető lett Debrecenben. Versei mellett esszéket is írt, helytörténeti kutatással is foglalkozott. Alapítója volt az olvasótábori mozgalomnak. 
Két önarcképtöredék:

A Szép versek 1981-ben megjelent felvétele

"1937. április 7-én, Hajdúbagoson születtem. Anyámtól érzékeny természetet, apámtól kifogyhatatlan szertelenséget kaptam útravalónak. Szülőfalumon kívül laktam Szolnokon, Vokányban, Székesfehérváron, Hajdúsámsonban, jelenleg Debrecenben élek. Négyen vagyunk testvérek, szélsőségesen különbözőek valahányan. Nem is tudom, hogyan nőttünk fel együtt. Tanult szakmám szerint építésztechnikus volnék, de nagyon rövid ideig hasznosítottam magam ezen a területen. Hivatásomnak a könyvterjesztést választottam… Későn kezdtem, de elkallódott éveimért nem hibáztatok senkit. Vonzás és taszítás végletei között is hiszek az igazságban, két lányom jövendőjében. Ars poeticát külön nem fogalmazok, azt minden cselekedetem, kimondott szavam összessége tanúsíthatja. Szeretnék tisztességesen élni, alkotni mindőnk boldogulásáért." (1970)
"Betonmezők fölött erdőmagasságban lakom, százharminc lépcsőfoknyira az anyaföldtől. Tetők, kémények, antennák dzsungelét látom naponta, néhány boldogtalan fát, tenyérnyi földterületet. Látom a templomok tornyait, a kitárulkozó történelmet, legközelebbről mégis ezt a telilakott szobát, ahol dolgozom, és fogalmak rendeződnek egésszé bennem. Lassan negyvenéves leszek. Teljesítettem elvárást, voltam részese hangzavarnak, szívütés közötti csöndnek. Tudok az arányokról, mert belém nevelték, a túlélők felelős lelkiismeretéről, a cselekvés átkairól, áldásairól. Tudom az elmúlást, a nyakamra hurkolódott köldökzsinór szorítását, a kórházak vaságyait, a hallgatást. Tudom, a költészet munka, kötelesség, sors, összefüggések felismerése a lét gyönyörű folyamata, mert a hiányérzet hiánya költőt soha nem fenyegethet. Vállalnom kell ezt, és meggyőződéssel vallom, ha rikoltó mentőautóban fekszem, ha erdőtisztáson szerelmes ölelkezésben vagy félálomban az ágyon gondolataimat tékozolva. Múlásom az időből, ha meggyorsult is, mindig cselekvést sugall. Néhány antológia, sok folyóiratszám, egy önálló kötet jelzi, hogyan történtem eddig. Jelzik még növekvő lányaim… néhány megmélyült barátság öröme és az akarat, ahogyan lenni akarok mindig, nemcsak látszani."
A debreceni Nagyerdei Temetőben, a híres ravatalozó közelében, fácskát növelő sírhant, kopjafáján ennyi a fölirat: Gábor Zoltán - 1937-1980. Életében megjelent két vékonyka könyve után, melyből a fenti idézeteket vettük, életműve summáját veheti kézbe az olvasó.

## Művei
- Elkallódott ünnep (versek, Bp., 1971)
- Hajdúnánás 30 éve (tanulmány, Ablonczy Lászlóval, Bp., 1974)
- Fűszálak élén (versek, Bp., 1978)
- Postagalamb (esszék, Muraszombat, 1982)
- Születő évszak (versek, Bp., 1988).

### Gábor Zoltánról
- Családi weblap mirror[halott link]
- Netlexikon[halott link]
- Magyar Elektronikus Könyvtár
- Debreceni megemlékezés - Alföld folyóirat Archiválva 2008. október 9-i dátummal a Wayback Machine-ben
- Debreceni megemlékezés - Debrecen Online
- Debreceni megemlékezés - képek[halott link]
- Debrecen.hu adatbázisában
- Hangsúly c. adás 19. részében felolvassák 2 művét